# Małecz
Malecz is een dorp in het Poolse woiwodschap Łódź, in het powiat Tomaszowski.